# Caldeira vulcânica

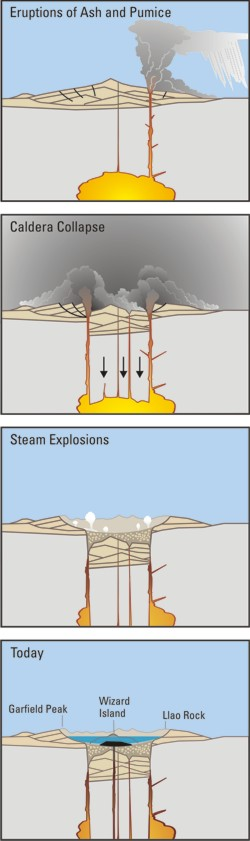
Exemplo de formação de uma caldeira (as figuras mostram a sequência de erupção do Monte Mazama).

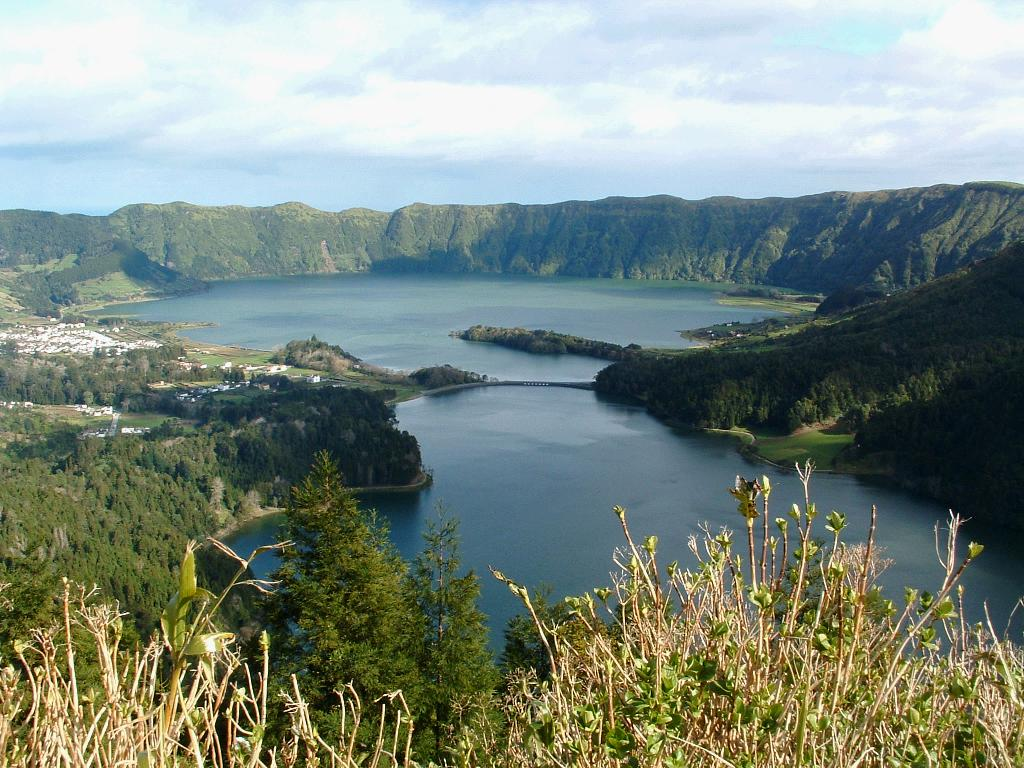
Caldeira das Sete Cidades na ilha de São Miguel (Açores) forma uma depressão que acolhe a Lagoa das Sete Cidades.

Caldeira é a designação dada em geomorfologia e vulcanologia às estruturas de colapso que se formam na zona central dos maciços vulcânicos em resultado dos efeitos combinados do peso do edifício vulcânico e da perda de pressão litostática no interior da câmara magmática subjacente. Com a perda de magma por erupção, da libertação de gases e de outros materiais voláteis para a atmosfera e do arrefecimento, a pressão no interior da câmara magmática decresce, o que provoca o aparecimento de fracturas circulares em torno da base do edifício vulcânico. Essa fracturação em combinação com o peso das camadas superiores provoca o colapso do tecto da câmara magmática, o que causa o seu desabamento. Este afundamento pode acentuar-se devido a fenómenos de reajustamento isostático que resultam numa maior descida da parte central da estrutura e na elevação dos flancos laterais. As caldeiras apresentam em geral formas circulares a elípticas, com diâmetros que vão de menos de um quilómetro a algumas dezenas de quilómetros, delimitadas por bordos altos, por vezes quase verticais e em geral anelares, resultantes das estruturas de abatimento. Os bordos e suas margens topográficas são frequentemente pontilhados por vulcões marginais ou diques anelares. É frequente as caldeiras serem preenchidas por água das chuvas ou do degelo, formando lagos ou lagoas.

## Etimologia
A utilização do termo «caldeira» (do latim caldaria) para designar as grandes crateras vulcânicas e as estruturas de colapso associadas tem origem na toponímia das ilhas da Macaronésia. Nos Açores, Madeira e Cabo Verde abundam os topónimos «caldeira», enquanto o termo «caldera» está frequentemente presente nas Canárias (e a partir daí em toda a Cordilheira dos Andes). O termo, na sua versão castelhana, foi introduzido na literatura geológica internacional pelo geólogo alemão Leopold von Buch em 1825, no estudo que publicou sobre as Canárias como resultado da viagem que em 1815 realizou àquela arquipélago. Nessa viagem visitou o Teide e a Caldeira de Taburiente, em La Palma, da qual tomou o nome. A partir dessa publicação o termo passou, na versão «caldera», para a literatura de língua inglesa, sendo presentemente de uso quase universal.

## Descrição
O processo de colapso inicia-se com o esvaziamento da câmara magmática durante uma grande erupção vulcânica, ou de um conjunto alargado de erupções, que levem à perda de grande parte do material magmático presente na câmara (emitido para o exterior sob a forma de lava, piroclastos e gases). Sem a ascensão de novo magma, ocorre o esvaziamento da câmara, com a consequente redução da pressão no seu interior, efeito que é acentuado pelo arrefecimento da estrutura. Em resultado, o tecto da câmara magmática deixa de suportar o peso exercido sobre ele, ou seja, o peso de alguns quilómetros de crusta e do edifício vulcânico entretanto criado.
Surgem fracturas anelares em torno da zona mais elevada da estrutura, devido ao seu maior peso, que eventualmente levam ao afundamento dessa região para o interior da câmara magmática. Durante o processo de colapso é comum a ocorrência de violentas erupções, de carácter paroxístico, com a projecção de grandes volumes de piroclastos e grande libertação de gases vulcânicos.
Apesar de na linguagem corrente os termos «caldeira» e «cratera» por vezes serem utilizados como tendo um significado semelhante, do ponto de vista geomorfológico e, em particular, no que respeita à sua génese, designam realidades muito distintas cuja única semelhança consiste em designarem áreas de depressão de morfologia similar. Uma caldeira vulcânica é uma grande depressão, com diâmetro geralmente na ordem de alguns quilómetros, enquanto uma cratera vulcânica tem em geral diâmetros da ordem das centenas ou dezenas de metros.
Enquanto uma cratera vulcânica resulta do efeito da acção de uma ou mais chaminés vulcânicas, que ao cessarem a erupção deixam um cavidade no edifício vulcânico, uma caldeira vulcânica resulta essencialmente de factores tectónicos, sendo o mecanismo mais comum o afundamento do tecto da câmara magmática, seguindo-se o deslizamento lateral da estrutura, o que ocorre quando um edifício vulcânico aumenta muito a sua altura em relação à sua base, tornando-se instável e desabando a favor da gravidade, como foi o caso de Las Cañadas del Teide, em Tenerife (Canárias).
Outro mecanismo de formação de caldeiras, muito mais raro e muitas vezes considerado como produzindo «crateras» e não «caldeiras», é a explosão freatomagmática, como é o caso da Caldera de Bandama, na ilha de Gran Canária, produzida quando uma massa de magma basáltico ascendente encontrou um aquífero, originando uma colossal explosão ao converter a água em vapor submetido a uma enorme pressão.
Outro tipo de caldeira é produzido por derrame da lava contida na cratera, em geral formando um lago de lava, para o exterior, sendo um bom exemplo deste mecanismo a Caldera de Taburiente, situada em La Palma. Esta caldeira serviu como modelo deste tipo de estruturas vulcânicas.
Poderá, posteriormente à formação da caldeira, haver a formação de nova(s) câmara(s) magmática(s), as quais podem dar origem a novos cones vulcânicos dentro da própria caldeira. Há ainda, por vezes, a instalação de lagos dentro da caldeira, caso a zona tenha bastante pluviosidade. Os lagos formados posteriormente em caldeiras inactivas pouco profundas formadas por explosões freatomagmáticas recebem frequentemente a designação de maars.

## Tipos de caldeiras vulcânicas
Os principais tipos de caldeiras vulcânicas, classificadas segundo o mecanismo dominante de formação, são os seguintes:
- Caldeiras de esvaziamento (formadas por derrame de lava sem colapso significativo);
- Caldeiras de origem freatomagmática, criadas por uma explosão freatomagmática que produz uma depressão pouco profunda e com margens pouco pronunciadas que em geral enche de água e forma um maar.

### Caldeiras de abatimento
Quando a estrutura que forma o edifício vulcânico sobre uma câmara magmática atinge um peso que é incompatível com a manutenção da isostasia local e a pressão no interior da câmara magmática decresce por esvaziamento e perda de materiais voláteis, a estrutura tende a abater e forma-se uma escarpa anelar em torno da mesma, como a que se vê no bordo meridional do Teide, bem patente na imagem de satélite (em Las Cañadas del Teide) e nas fotografias daquele vulcão. Em geral, com o subsequente afundamento do cone, o magma, em boa parte modificado pela fusão e incorporação parcial dos materiais que se afundam, ascende do tecto da câmara magmática num paroxismo eruptivo de curta duração que se designa por clímax vulcânico.
Por sua vez, este abatimento da estrutura vulcânica pode conduzir à formação de um novo cone vulcânico, num dos lados da caldeira, cujos materiais resultam da ascensão de materiais eruptivos produzidos pelo aumento da pressão no interior da câmara magmática em resultado da descida do material que vai arrefecendo na superfície da caldeira. Estes cones vulcânicos formam uma espécie de válvula de regulação da pressão interna do sistema que vai arrojando piroclastos (cinzas, bombas, lapilli, areias e vidro vulcânico) e assim vai compensando a descida dos materiais da caldeira para o interior da câmara magmática. Este foi o mecanismo de formação do Teide (que por isso se foi levantando à medida que materiais os se afundavam para o interior da caldeira) e do cone vulcânico existente no interior da caldeira do Aniakchak, no Alaska.
O desenho esquemático da formação de uma caldeira mostra este processo. No caso do Monte Mazama, cuja erupção formou a caldeira que deu origem ao Crater Lake (Lago da Cratera),  no Oregon, Estados Unidos, vemos que a formação do cone vulcânico que forma a ilha Wizard é posterior ao abatimento da caldeira e ao arrefecimento da mesma, e como se trata de lava que ao arrefecer formou rochas impermeáveis, deu origem a um lago, como é o caso do que está representado no esquema. Este lago diferencia-se de um maar pela maior pendente das paredes da caldeira.

### Caldeiras de subsidência

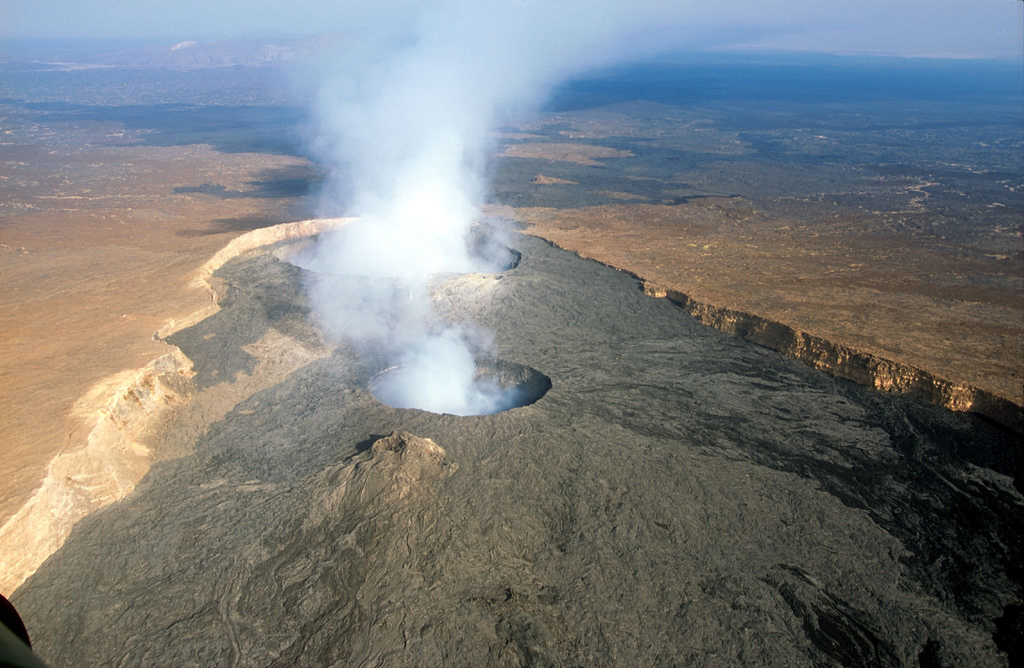
Caldeira do Erta Ale, um vulcão em escudo, mostrando as escarpas de subsidência, as encostas pouco declivosas e derrames basáltico recentes.

Nos vulcões em escudo do tipo havaiano formam-se estruturas que, em sentido estrito, são crateras de proporções maiores que as normais, com lava muito fluída e quente que produz erupções não explosivas e muito prolongadas.
Nestas circunstâncias, o lago de lava que se forma no interior da caldeira é formado por lava do tipo basáltico, pobre em sílica. Na superfície da caldeira pode formar-se uma crosta de basalto solidificado em contacto com a atmosfera, mas a lava derretida permanece a escassa profundidade por debaixo da fina camada basáltica formada.
A crosta irregular no interior da caldeira aparece nos intervalos mais tranquilos da sua história eruptiva, enquanto que os bordos apresentam pendentes débeis em direcção ao exterior, como, por exemplo, ocorre na caldeira do Halemaumau (Vulcão Kīlauea, Hawaii).
As caldeiras deste tipo são em geral pequenas, com 1 a 5 km de diâmetro, de contornos grosseiramente circulares ou ligeiramente elípticos, bastante irregulares. Os flancos externos, em resultado da estrutura do vulcão em escudo, apresentam geralmente uma baixa pendente, mas os bordos internos são em geral sub-verticais.
Enquanto as caldeiras de colapso dos estratovulcõees estão associadas a erupções explosivas de lavas félsicas, que geram volumosas camadas piroclásticas, as caldeiras dos vulcões basálticos não são produzidas por eventos catastróficos. Em vez de serem formadas por um colapso explosivo, este tipo de caldeira resulta da gradual subsidência do topo da estrutura vulcânica, que se vai afundando em incrementos. O resultado é a formação de uma estrutura que apresenta depressões anichadas noutras depressões, muitas vezes separadas por estruturas em bancada.
As caldeiras de subsidência formam-se em vulcões com lavas basálticas fluídas e vão sendo gradualmente alargadas por episódios de colapso causados pela extracção de lava das câmara magmáticas pouco profundas existentes sob o cume deste tipo de vulcões. Em alguns casos, a extracção do magma pode ocorrer através de fracturas que alimentam erupções ao longo dos flancos do vulcão em escudo. O colapso local ao longo dessas fracturas pode gerar um sistema radial de crateras, instaladas sobre alinhamentos, que formam estruturas lineares correspondentes às linhas de fractura.

### Caldeiras ressurgentes

Mecanismo de formação da Caldeira de Yellowstone, uma caldeira ressurgente.

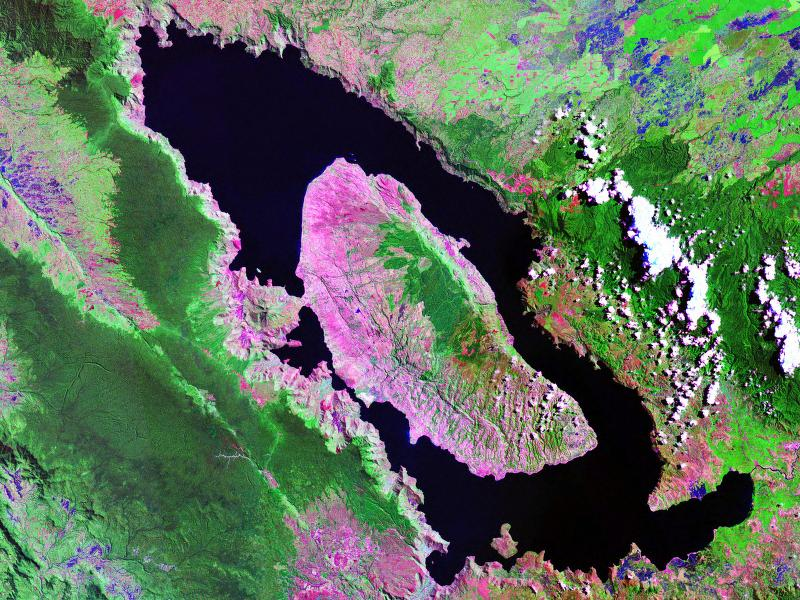
O lago Toba, uma caldeira ressurgente inundada, mostrando ao centro a ilha Samosir formada pelo domo ressurgente criado pela elevação pós-colapso do fundo da caldeira.

São designadas por «caldeiras ressurgentes» as grandes estruturas de colapso associadas a erupções maciças de piroclastos que não podem ser directamente associadas a um vulcão central. Estas estruturas, consideradas as maiores estruturas vulcânicas da Terra, apresentam diâmetros que variam dos 15 aos 100 km, formando amplas depressões eliptícas em geral com uma massa central elevada, resultante do surgimento pós-colapso do fundo da caldeira.
A evolução de uma caldeira ressurgente é um processo complexo, associado às grandes deformações crustais que resultam da formação de plumas mantélicas de magma rico em gás, em geral de composição riolítica, que sobem até à região infracrustal, na interface manto-crusta. O processo de formação da caldeira tem as seguintes fases: (1) inicia-se com a elevação crustal associada à chegada de uma grande pluma de magma riolítico rico em gás; (2) a grande deformação crustal resultante induz a formação de fracturas em anel que se propagam para fora a partir da câmara magmática em direcção à superfície; (3) as fracturas criam zonas de menor resistência que são utilizadas como canais pelos quais o magma escapa para o exterior, dando origem a múltiplas erupções; (4) a resultante descompressão do magma resulta em vesiculação maciça e na erupção explosiva de tefra que pode atingir a alta atmosfera; (5) com a diminuição da erupção, surgem grandes fluxos piroclásticos a partir das fracturas em anel, levando ao esvaziamento da câmara magmática; (6) a câmara magmática esgota-se, com redução da pressão no seu interior, o que conduz ao colapso da crusta que a recobre, gerando fluxos piroclásticos adicionais; (7) quando a erupção termina, centenas de metros de fluxos piroclásticos jazem acumulados dentro da caldeira e para além das paredes da caldeira; (8) o fundo da caldeira pode ser rapidamente ocupado por um lago; (9) efeitos isostáticos levam ao ressurgimento do fundo da caldeira, num processo que leva cerca de 1000 a 100 000 anos a atingir o equilíbrio; e (10) o ressurgimento do fundo leva à formação de uma estrutura eleva no centro da caldeira, em geral alongada e marcada por grabens paralelos. O período de elevação é controlado pelo ritmo de compressão do magma restante por baixo do tecto da câmara magmática colapsada ou pela chegada de novo magma que se eleva das zonas profundas do manto superior e é injectado para dentro da câmara.
Pertencem a esse tipo a Caldeira de Valles (Estados Unidos), Caldeira de Yellowstone (Estados Unidos) e a Caldeira de Cerro Galán (Argentina).

### Caldeiras formadas por derrame de lava
Embora a utilização do termo «caldeira» deva ser restrito às estruturas de abatimento, são frequentes as situações em que uma cratera vulcânica de grandes dimensões, ou uma caldeira que voltou a ser preenchida por lavas, seja transformada num «caldeira de esvaziamento», em geral com paredes quase verticais, por vezes marcadas por estruturas em bancada.
Este tipo de caldeira forma-se quando uma cratera vulcânica que contenha no seu interior um grande volume de lava fluída sofre a ruptura súbita de pelo menos uma das suas paredes. Essa ruptura, em geral por desmoronamento causado pela intrusão da lava ao longo de fissuras da estrutura da parede, permite que a lava se derrame para fora da cratera, formando grandes escoadas lávicas com origem no ponto de ruptura. A saída dessas lavas deixa a cratera esvaziada.
Nestas «caldeiras de esvaziamento» as paredes tendem a ser sub-verticais, já que a descida do nível de lava ocorre de forma muito rápida, sem tempo para que esta possa solidificar junto às paredes. Quando parte da lava solidifica junto à parede, forma-se bancadas marcando o nível da superfície do lago de lava durante a fase em que essa solidificação ocorreu.
Um dos exemplos mais conhecidos deste tipo de caldeira é a Caldera de Taburiente, situada na ilha de La Palma, nas Canárias. As vertentes internas desta caldeira, apresentam um desnível de quase 1 km em sentido vertical na área conhecida por Balcón de Taburiente. O esvaziamento da cratera ocorreu de forma muito rápida através da ruptura da parede da cratera na zona actualmente conhecida por Barranco de Las Angustias.
Outro exemplo de «caldeira de esvaziamento» é a La Caldereta, uma caldeira de menores dimensões situada na costa oriental de ilha de La Palma, cujo derrame em direcção ao norte deu origem á plataforma lávica que forma a base sobre a qual está edificada a cidade de Santa Cruz de La Palma. Na actualidade, mesmo a cratera de La Caldereta está urbanizada e habitada.
Também a Caldeira da Graciosa, na ilha Graciosa (Açores), teve origem num esvaziamento súbito da cratera. A marcar os níveis atingidos pelo lago de lava que existiu no seu interior estão diversas bancadas lávicas, as quais coexistem com diversos túneis lávicos que se estendem ao longo das escoadas que se formaram aquando do esvaziamento. A própria Furna do Enxofre tem origem na drenagem da lava existente no fundo da cratera, deixando a superfície consolidada do lago de lava, no nível então existente, como uma vasta abóbada natural que recobre o fundo da caldeira.
Finalmente, a maioria dos vulcões das ilhas Galápagos, especialmente da Ilha Fernandina, são caldeiras de esvaziamento nas quais, na maioria dos casos, à subsidência do topo da câmara magmática se juntou o esvaziamento da cratera devido a derrames laterais subterrâneas, de modo que o nível de lava dentro da caldeira diminuiu, como pode ser visto na referida ilha.

## Características da lava
Existe uma correspondência directa entre a maior ou menor fluidez (ou viscosidade, em sentido inverso) da lava e as características de altura e pendente dos vulcões, para além do carácter mais ou menos explosivo das erupções correspondentes:
- Um vulcão com lava muito quente e fluída tenderá a formar estruturas de escassa pendente e em consequência muito alargadas, com erupções bastante tranquilas do tipo hawaiano, sendo comum neste caso formarem-se caldeiras;
- Um vulcão com lava muito viscosa (temperatura relativamente fria) costumam formar estruturas elevados e abruptas, com pendentes fortes;
- Em casos de viscosidade extrema (erupções peleanas) tendem a formar uma agulha vulcânica produzida pela extrusão de um magma bastante frio e que solidifica rapidamente por duas razões fundamentais:
  - A temperatura relativamente fria a que se encontra;
  - A diminuição muito rápida da pressão quando a lava atinge a superfície, dado que quando a lava se encontra em profundidade está em estado líquido devido à enorme pressão a que se encontra submetida, mas que ao atingir a superfície, sofre uma rápida descompressão que leva a que solidifique abruptamente.

## Caldeiras notáveis

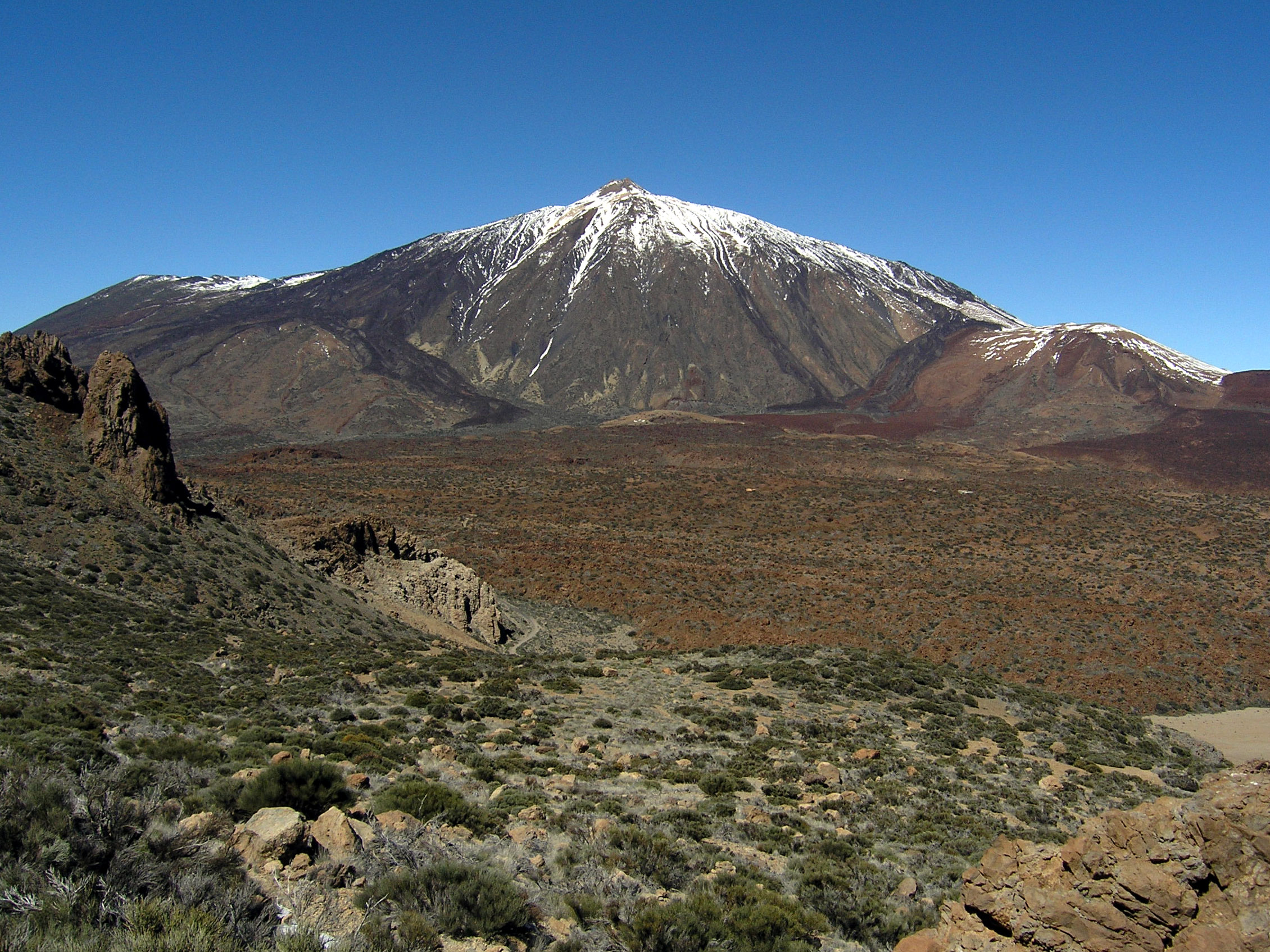
Caldeira de Las Cañadas com o Teide ao fundo, Tenerife.

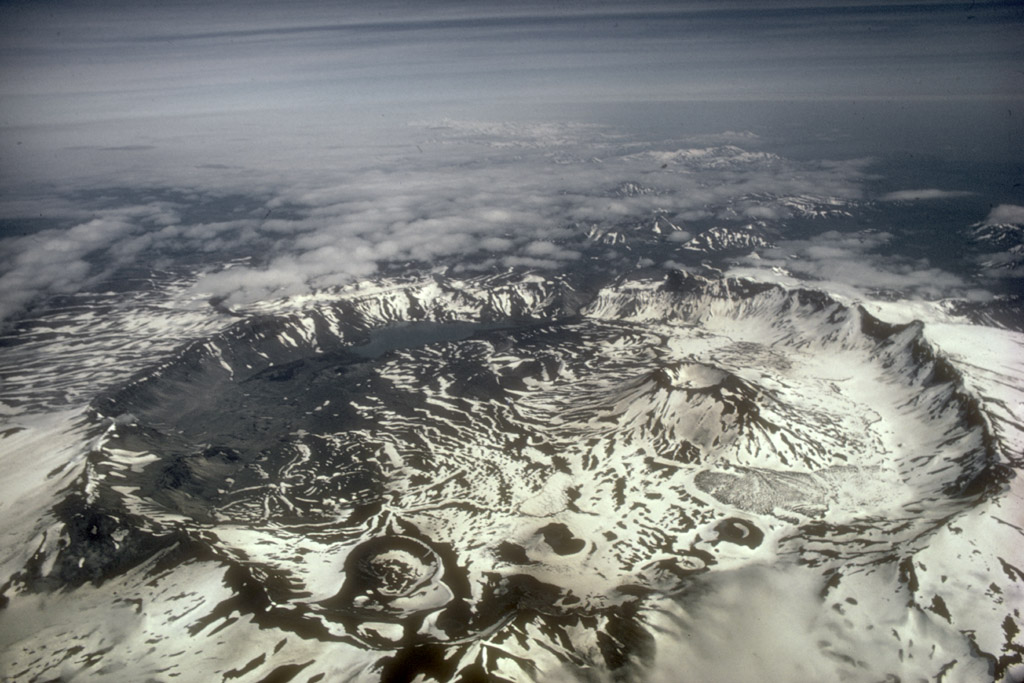
Caldera Aniakchak, Alaska.

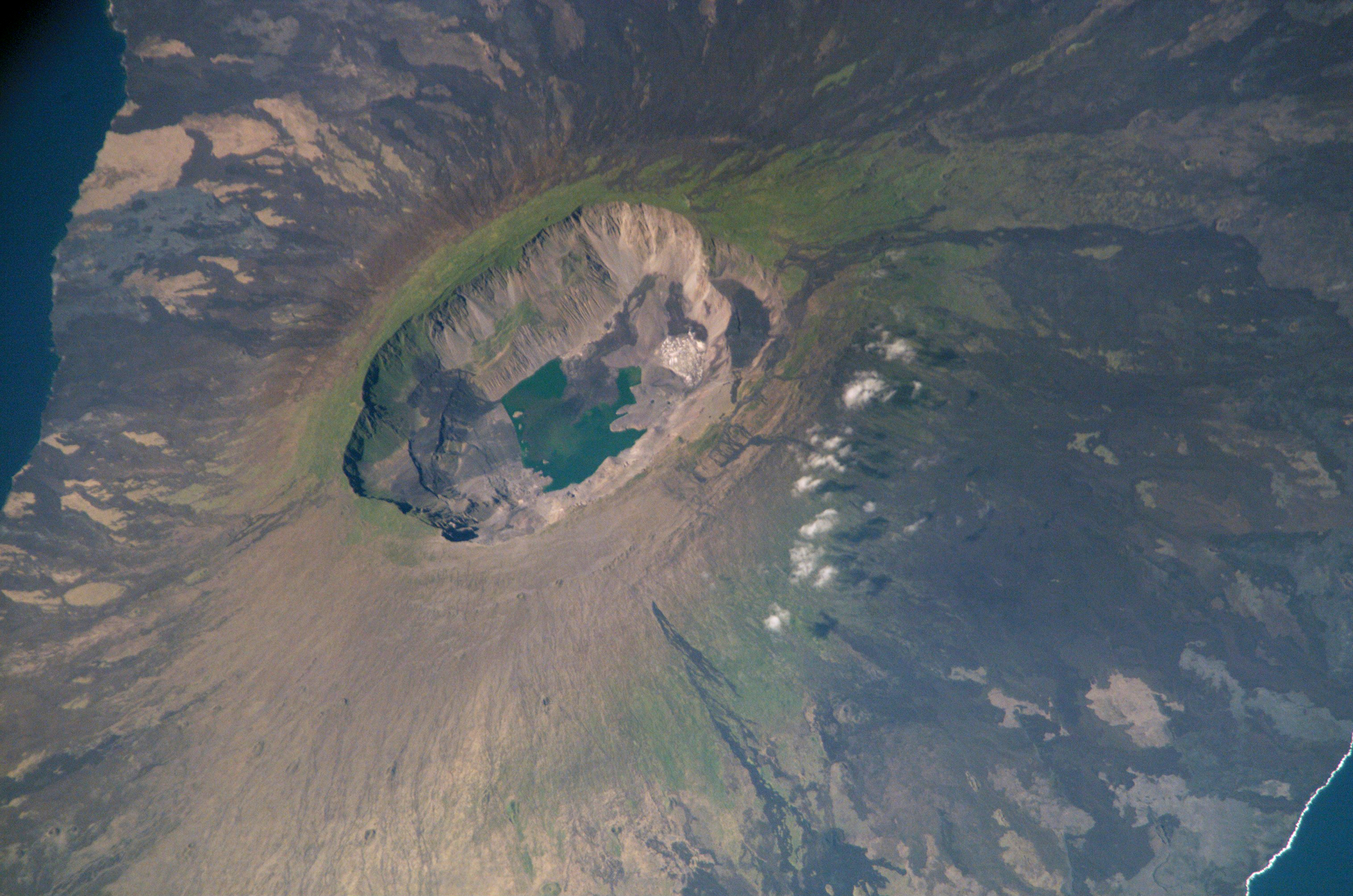
Caldeira do vulcão La Cumbre, na ilha Fernandina (Arquipélago dos Galápagos).

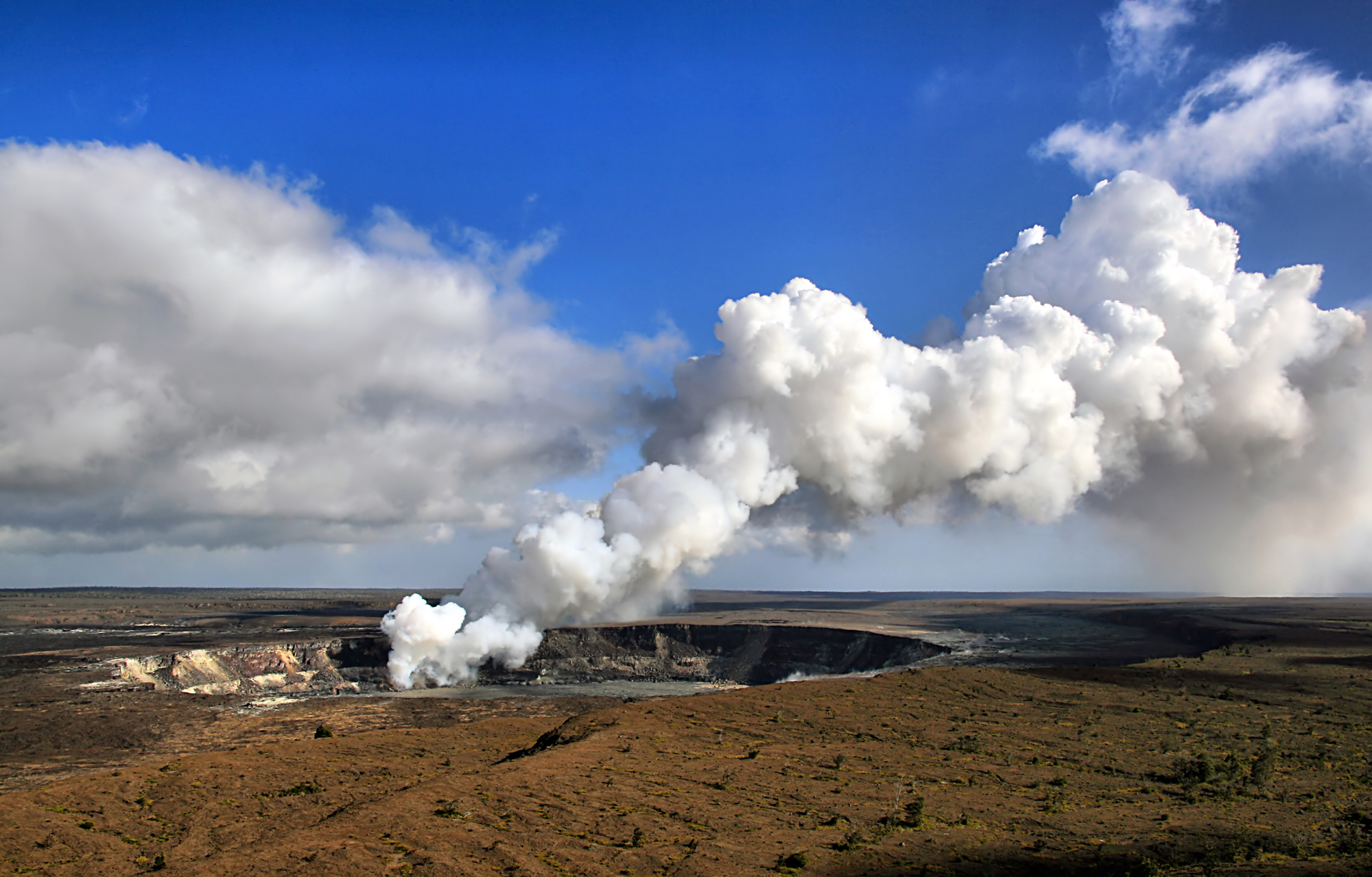
Caldeira de Halemaumau, no vulcão Kilauea, Hawaii, com uma coluna de dióxido de enxofre.

### Macaronésia
- Canárias:
  - Caldeira de Bandama, Gran Canaria
  - Caldera de Las Cañadas, Tenerife
  - Caldera de Taburiente, La Palma
  - Caldera de Tejeda, Gran Canaria
- Chã das Caldeiras, Cabo Verde
- Caldeira das Sete Cidades, Açores
- Fundo da Caldeira,Ilha do Faial, Açores

### África
- Monte Elgon, Uganda e Quénia
- Vulcão Nyragongo, Tanzânia
- Caldeira de Luba, Bioko, Guiné Equatorial
- Erta Ale, Etiópia

### América do Norte
- Caldeira Aniakchak, Alaska
- Lago Crater, Oregon
- Chichonal, México

### América do Sul
- Equador
  - Cotopaxi
  - Pululahua
  - Cuicocha
  - Quilotoa
  - El Altar
  - Caldeira de Chacana
  - Caldeira de Chalupas
- Colômbia
  - Vulcão Machín, próximo de Cajamarca, Tolima
- Argentina:
  - Cerro Galán
  - Caldeira de Cavidahue
  - Caldeira de Pino Hachado
  - Robledo
  - Caldera Diamante (Argentina-Chile)
- Chile:
  - Caldeira La Pacana
  - Laguna del Maule
  - Caldera Diamante (Chile-Argentina)
  - Vulcão Sollipulli
  - Cordillera Nevada
  - Vulcão Chaitén
  - Vulcão Hudson
  - Vulcão Quetrupillan
  - Vulcão Puyehue
  - Caldeira Calabozos

### América Central
- Caldeira Guayabo (Guanacaste, Costa Rica)
- Vulcão Masaya (Masaya, Nicarágua)
- Lago de Ilopango (San Salvador, El Salvador)
- Lago de Coatepeque (Santa Ana, El Salvador)
- Lago de Amatitlán (Guatemala, Guatemala)

### Ásia
- Filipinas:
  - Pinatubo (Luzón)
  - Taal (Luzón)
- Indonésia:
  - Krakatoa, (Estreito de Sunda)
  - Tambora (Sumbawa)
  - Lago Toba (Samatra)
- Japão:
  - Caldeira Aira (Kagoshima)
  - Monte  Aso (Kumamoto)
  - Lago Towada (Aomori)
  - Tazawa (Akita)
  - Caldeira Kikai (Kagoshima)
  - Lago Ashi (Kanagawa)
- Outros países:
  - Monte Halla, Coreia do Sul)
  - Caldeira Tao-Rusyr (Onekotan, Rússia)

### Oceânia
- Lago Taupo, Nova Zelândia (Ilha do Norte)
- Rano Kau, Ilha de Páscoa
- Islas Galápagos, com uma ampla variedade de caldeiras:
  -     - Ilha Fernandina: Vulcão La Cumbre
    - Ilha Isabela: Ecuador, Wolf, Darwin e Alcedo.